# Pueblo quechua
Los quechuas o quichuas son varios pueblos indígenas originarios americanos presentes en la cordillera de los Andes y la Amazonía. Tales grupos étnicos se encuentran en Perú, Bolivia, Ecuador, Argentina, Chile, y Colombia y suelen compartir su uso de alguna habla quechua. El término es usado a veces como macroetnónimo para referir a todos los pueblos quechuas en su conjunto. Jurídicamente, los quechuas son reconocidos como una nación en Bolivia, mientras que los quichuas (tb. escrito kichwa) lo son como una «nacionalidad indígena» en Ecuador.
El nombre deriva del quechua, familia lingüística extendida por gran parte de la región andina sudamericana y relacionada con el Imperio incaico. El dialecto quechua más común es el quechua sureño, los huaylas hablan quechua ancashino, los quichuas del Ecuador hablan quichua norteño; en Colombia, los ingas hablan el quechua inga.
La palabra quechua para un hablante de quechua es runa o nuna ('persona'); el plural es runakuna o nunakuna ('gente'). Los hablantes de quechua se llaman a sí mismos runa —traducido simplemente como 'persona'.
Algunos subgrupos quechuas importantes son:
- El pueblo chanca, que vive en las regiones de Huancavelica, Ayacucho y Apurímac, del Perú.
- El pueblo huanca de la región de Junín, en Perú, que hablaban quechua antes que los incas.
- Los chinchas, un reino mercantil extinto de la región de Ica, en Perú.
- Los cañaris del Ecuador, que adoptaron el idioma quechua de los incas.

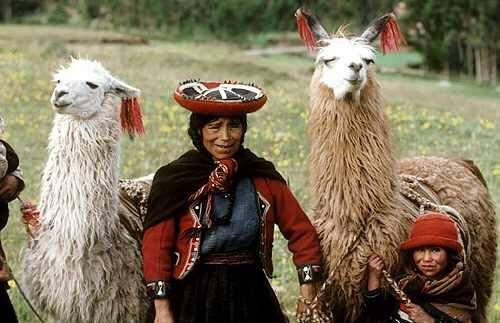
Mujer quechua con llamas en el departamento de Cuzco.

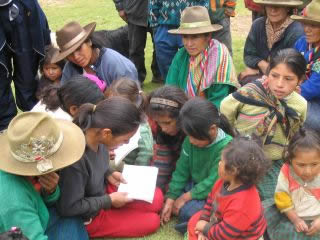
Quechuas de Conchucos, en Áncash, Perú.

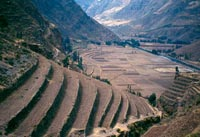
Andenes o terrazas de cultivo en los Andes.

## Demografía
| País      | Población quechua | Año del censo | Referencia    |
| Argentina | 52 154            | 2022          | [ 10 ]        |
| Bolivia   | 1 281 116         | 2012          | [ 11 ]        |
| Chile     | 33 868            | 2017          | [ 5 ]         |
| Ecuador   | 958 188           | 2010          | [ 12 ]        |
| Perú      | 5 176 809         | 2017          | [ 13 ] [ 14 ] |
| Colombia  | 19 561            | 2018          | [ 6 ]         |

### Quechuas en Peru
Actualmente los pueblos quechuas en el Perú son un conjunto grande y diverso de poblaciones andinas de larga data, que tienen como idioma materno el quechua, en sus distintas variedades. Aunque no son las esta Nacional de Hogares (ENAHO) de 2015, revela que el 23,2 % de la población nacional, se considera quechua «por sus antepasados y de acuerdo a sus costumbres».

### Quechuas en Bolivia
La población que se identificó como quechua en el censo boliviano de 2001 fue de 1 555 641 personas. Este número descendió a 1 281 116 en el censo de 2012.

### Quechuas en Chile
El pueblo Quechua se estableció en la zona precordillerana y altiplánica, territorio que comparte con el pueblo aimara. El pueblo quechua en el territorio chileno representa un grupo minoritario que tempranamente y en distintos períodos ha poblado la zona norte (Ollagüe) en la Región de Antofagasta. 
Después del proceso de domesticación de plantas y animales, la zona de Ollagüe fue ocupada —de manera dispersa— por grupos de pastores vinculados culturalmente a los habitantes del altiplano boliviano colindante, particularmente con Lípez. Consolidado el sistema de vida agropastoril, entre los años 900 al 1380 d. C., se continuó ocupando el sector oeste del salar San Martín, que además de la caza de guanacos y avifauna, aseguraron la supervivencia y reproducción de los rebaños de llamas y alpacas.
Una vez anexado este territorio al Estado chileno —después de la guerra del Pacífico—, se transita un sistema de dominación neocolonial —sostenido por el Estado boliviano— marcado por el impuesto a la tierra de los indígenas, a una economía capitalista de enclave centrada en la minería.
Las poblaciones pastoriles de Ollagüe comienzan a vincularse al desarrollo de la minería bajo diferentes modalidades, ya sea vendiendo sus productos pecuarios a los centros mineros o, una vez iniciado el funcionamiento de las azufreras y la explotación del cobre a gran escala, con la venta de combustible vegetal —llareta— a estos centros mineros. En este contexto, el trabajo agrícola estará condicionado por las restricciones que impone el medio ambiente —puna árida salada, escasas precipitaciones y un régimen térmico extremo.
El poblado de Ollagüe, se constituyó alrededor de la última estación del mismo nombre del ferrocarril Antofagasta-Bolivia, la que junto a San Pedro, es la estación más importante del tramo comprendido entre Calama y la frontera.
En Chile, el pueblo quechua está reconocido por la Ley N° 19.253 de 1993 (más conocida como la Ley Indígena). En la actualidad, hay hablantes de quechua en las regiones de Arica y Parinacota, Tarapacá, Antofagasta y la Región Metropolitana. Según el censo de 2017, la población quechua es de 33.868 personas, y según datos de la CONADI, existen 10 comunidades indígenas registradas de este pueblo, que abarcan a 317 familias y 815 socios en total.

### Quechuas en Argentina
La Encuesta Complementaria de Pueblos Indígenas (ECPI) 2004–2005, complementaria del Censo Nacional de Población, Hogares y Viviendas 2001 de Argentina, dio como resultado que se reconocieron y/o descienden en primera generación del pueblo quechua 6739 personas en la provincia de Jujuy.
El Censo Nacional de Población de 2010 en Argentina reveló la existencia de 55 493 personas que se autoreconocieron como quechuas en todo el país, 19 630 en el Gran Buenos Aires, 9856 en la Ciudad Autónoma de Buenos Aires, 8448 en el interior de la Provincia de Buenos Aires, 4391 en la de Mendoza, 3137 en la de Córdoba, 2105 en la de Santa Fe, 190 852 en la de Jujuy, 815 en la de Santiago del Estero, 675 en la de Chubut, 661 en la de San Luis, 36 658 en la de Tucumán, 513 en la de Río Negro, 420 en la del Neuquén, 399 en la de Catamarca, 364 en la de Santa Cruz, 300 en la de Entre Ríos, 293 en la de La Rioja, 213 en la de La Pampa, 201 en la de Tierra del Fuego, 199 en la de San Juan, 159 en la del Chaco y 140 en la de Corrientes.

## Cultura

Distribución actual de las lenguas quechuas (gris sólido) y la distribución histórica del Imperio inca o Tahuantinsuyo (rayado).

### Artesanía

#### El arte textil

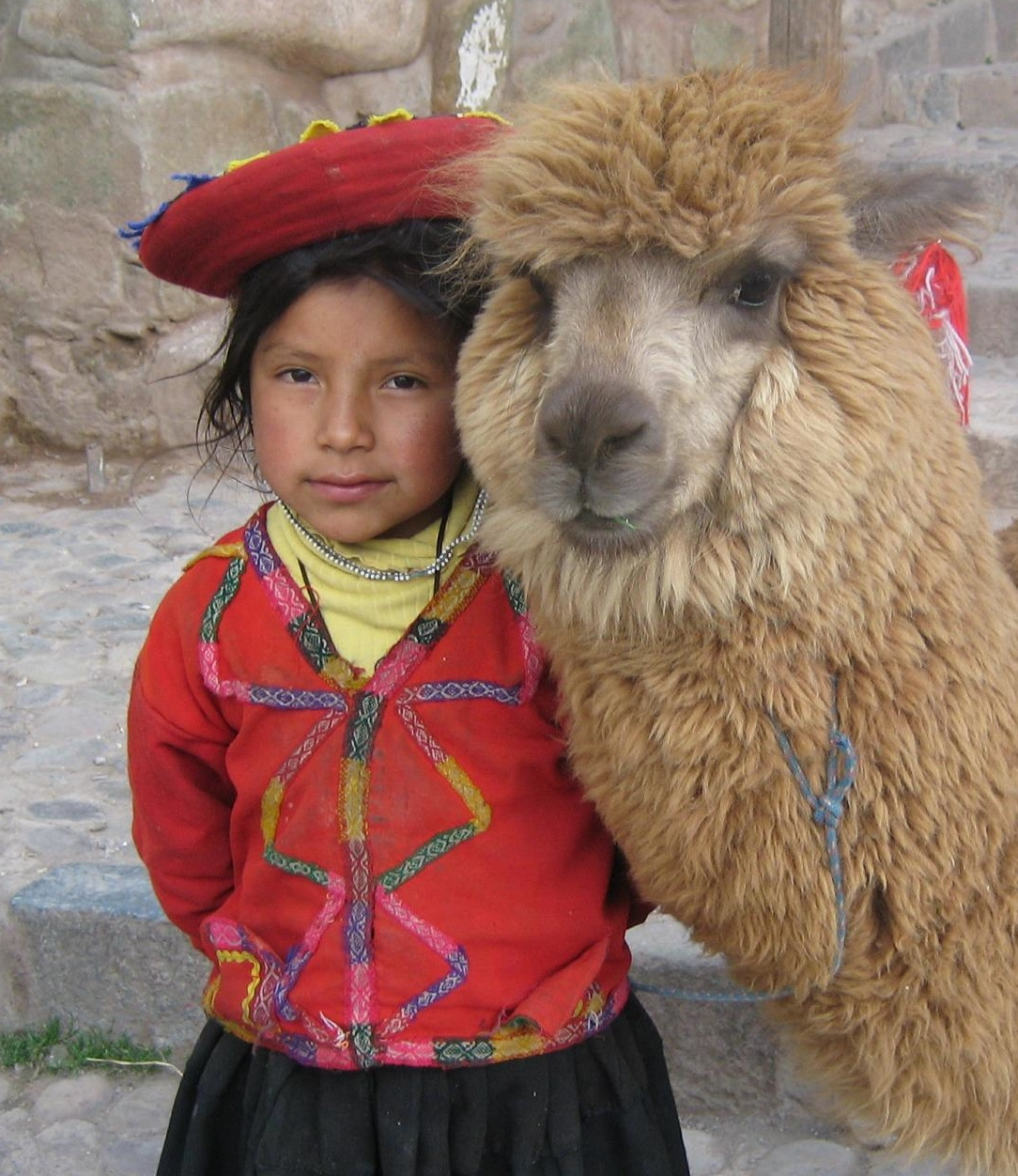
Niña con vestimenta indígena en las calles del Cuzco.

Los diversos estudios históricos constatan una tradición textil en los andes que antecede a nuestra era. Las fibras utilizadas por los quechuas tradicionalmente pueden ser de origen vegetal (algodón) o animal (fibras de alpaca o vicuña). Una constante en el arte textil quechua es la considerable pérdida de las prácticas antiguas de teñido sobre la base de tintes vegetales y minerales, cambiando paulatinamente estos tintes y tantas cosas más que habían artificiales; a pesar de esto algunas comunidades conservan las tradiciones de teñido ancestrales. Igualmente las técnicas utilizadas en la antigüedad han ido cambiando introduciendo desde la colonia técnicas occidentales como el tejido a pedal, entre otros. El arte textil en Bolivia, Ecuador y Perú fue estudiado minuciosamente por el etnohistoriador ucraniano John Murra.
En las comunidades del Ecuador destacan las chalinas jaspeadas en la ciudad de Cuenca, las alfombras de puntos anudados elaborados en la localidad de Guano, además de los tapices de algodón y los bordados de la provincia de Cañar. La zona de Otavalo tuvo una tradición textil anterior a los incas, con la civilización de los caras, las tradiciones textiles preincaicas fueron en base al algodón y con la llegada de los incas se introdujo las fibras animales. La tradición textil de Otavalo y la calidad de sus piezas textiles fue la causante del progreso de aquella zona durante el virreinato del Perú. Hacia los años sesenta, se inició una diversificación textil en cuanto a diseños, incluyendo también (por motivos turísticos) diseños de inspiración azteca y europeos, teniendo en cuenta que las comunidades quechua de Otavalo prácticamente monopolizan la producción textil indígena del Ecuador, además de ser parte obligada de los corredores turísticos de ese país.
En el caso de los quechuas del Perú, la tradición textil también tiene características particulares que tienen variantes regionales muy marcadas. John Murra afirmó que en el Perú el arte textil era como un sello de identificación entre las comunidades andinas. La comunidad quechua de la isla de Taquile es una de tantos grupos quechuas que destacan por su arte textil, el arte textil de Taquile fue proclamado por la Unesco como Obra maestra del patrimonio oral e intangible de la Humanidad en 2005 y posteriormente inscrito en la Lista representativa del patrimonio inmaterial de la Humanidad. El arte textil taquileño destaca por el cinturón calendario, que es una pieza de arte textil en donde el tejedor marca los principales momentos de la vida agrícola y comunal de Taquile; el chullo taquileño también es un elemento de particular identificación étnica pues cada varón desde muy temprana edad aprende a tejer su propio chullo, a su vez los motivos del chullo taquileño indican el estatus dentro de su comunidad.

## Discriminación étnica a la población quechua
Los crímenes desatados por el accionar de los terroristas del Sendero Luminoso y el contraterror de los Sinchis y otras unidades de la Policía (GC y GR) y las Fuerzas Armadas en la época del terrorismo en el Perú desde 1980 causaron que los grandes afectados sean las comunidades campesinas serranas, esencialmente quechuas. Investigaciones de la CVR señalan que cerca de tres cuartos de los 70 000 muertos estimados eran quechuas, cuando las cabezas de los bandos enfrentados eran mayoritariamente blancos y mestizos.
En 1969, el director de cine Jorge Sanjinés trató el tema de la esterilización de las mujeres quechuas y aimaras en el filme quechua Sangre de cóndor.
Las políticas de esterilización forzada durante el gobierno de Alberto Fujimori afectaron casi exclusivamente a mujeres quechuas y aimaras, siendo más de 200 000.
La discriminación étnica se percibe hasta en los niveles parlamentarios, cuando los recién electos miembros del parlamento peruano Hilaria Supa Huamán y María Sumire tomaban su juramento de posesión en idioma quechua —por la primera vez en la historia del Perú en una lengua indígena— la presidenta del parlamento peruano Martha Hildebrandt y el parlamentario Carlos Torres Caro se opusieron a ello.

## Mitología
Prácticamente todos los quechuas de los Andes han sido nominalmente católicos desde la época colonial. Sin embargo, las formas religiosas tradicionales persisten en muchas regiones, mezcladas con elementos cristianos. Los grupos étnicos quechuas también comparten las religiones tradicionales con otros pueblos andinos, en particular la creencia en la Madre Tierra (Pachamama), que otorga fertilidad a quienes regularmente le hacen ofrendas quemadas y libaciones y en Viracocha, señor maestro del mundo, dios de la claridad y ordenador del universo. También son importantes los espíritus de montaña (apu), el dios sol Inti, así como deidades locales menores (wak'a), que todavía son venerados especialmente en el sur de Perú.
Los quechuas llegaron a un acuerdo con su repetida experiencia histórica de la tragedia en forma de varios mitos. Estos incluyen la figura de Nak'aq o Pishtaco, el asesino blanco que chupa la grasa de los cuerpos de los pueblos indígenas que él mata.

## Contribución en la medicina moderna

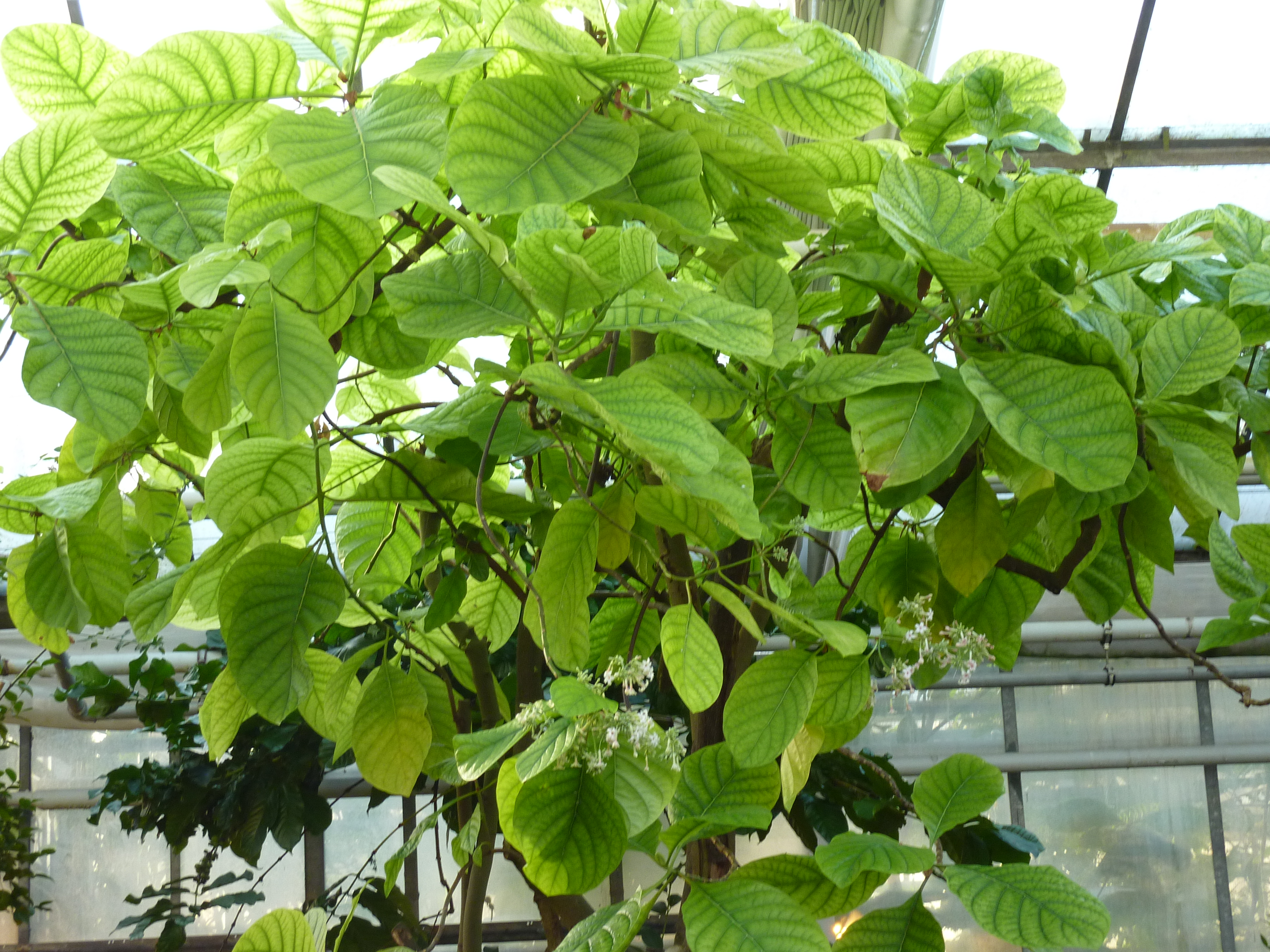
Cinchona officinalis, Perú.

La quinina, que se encuentra naturalmente en la corteza del árbol cinchona, es conocida por ser utilizada por los quechuas para los síntomas de malaria.
La quinina es el más fuerte de los cuatro alcaloides que se encuentran en la corteza de los árboles del género Cinchona. De estos árboles existen aproximadamente 23 especies, todas oriundas de América del Sur y crecen a lo largo de la cordillera oriental de los Andes.
Cuando los europeos portaron la malaria a América, los pobladores indígenas se dieron cuenta de que una de sus medicinas tradicionales, la quina o corteza del quino, ofrecía alivio a los síntomas de esta enfermedad. Pero no sería hasta el siglo XVIII, durante una de las grandes expediciones científicas que se organizaban a Sudamérica desde Europa, que los Europeos conocerían estas propiedades.
Cuentan que fue un jesuita español 
quién observó que los indígenas de América Central usaban la corteza molida de unos árboles que ellos llamaban ‘quina quina’ para curar la malaria.
Los monjes utilizaron este remedio para salvar de la muerte a la condesa de Chinchón, Ana de Osorio, esposa del virrey de Perú, aquejada de lo que por entonces denominaban ‘fiebre de los pantanos’.

## Vestimenta

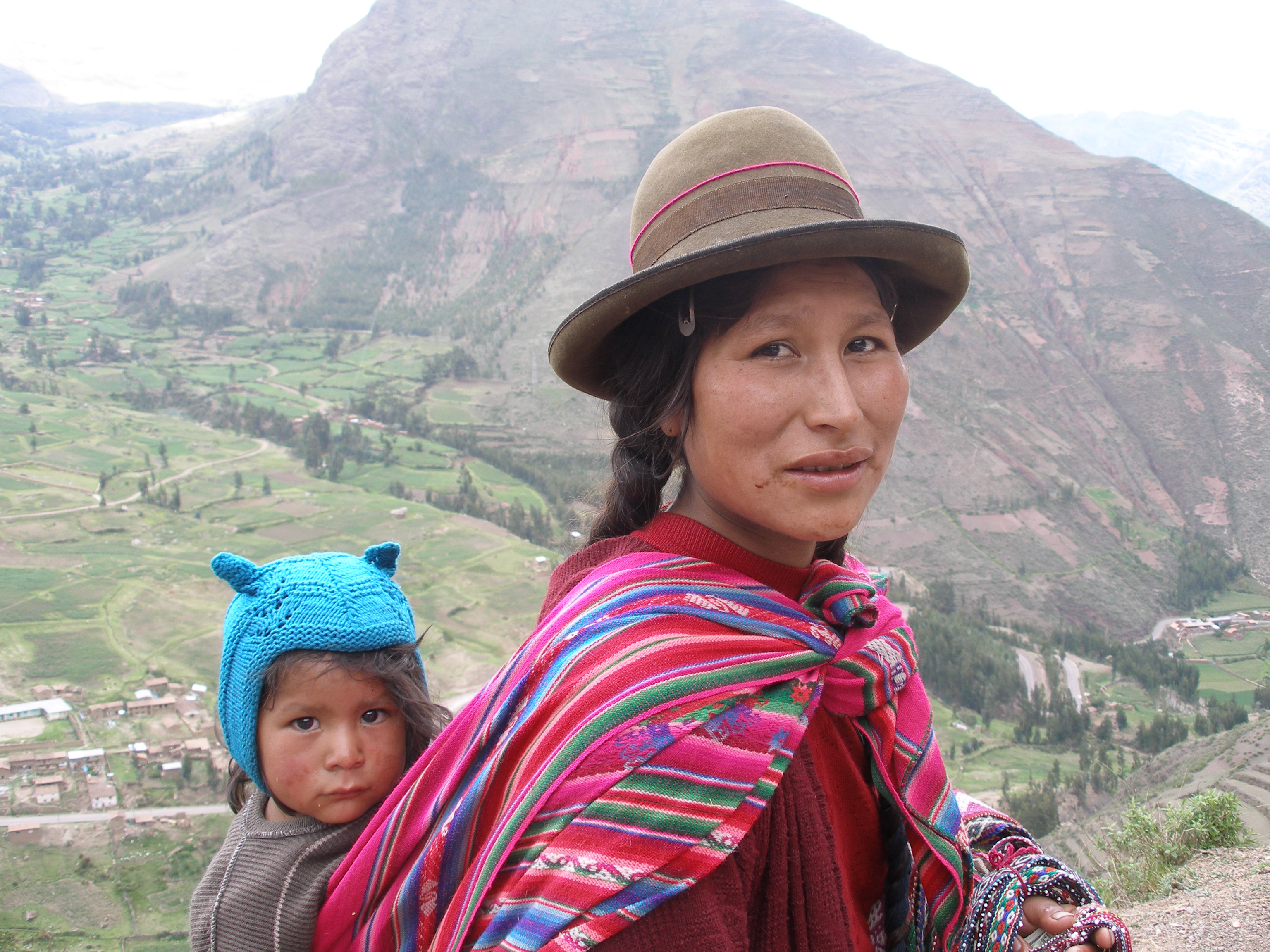
Mujer y niña quechuas en el Valle Sagrado de los Incas, Perú.

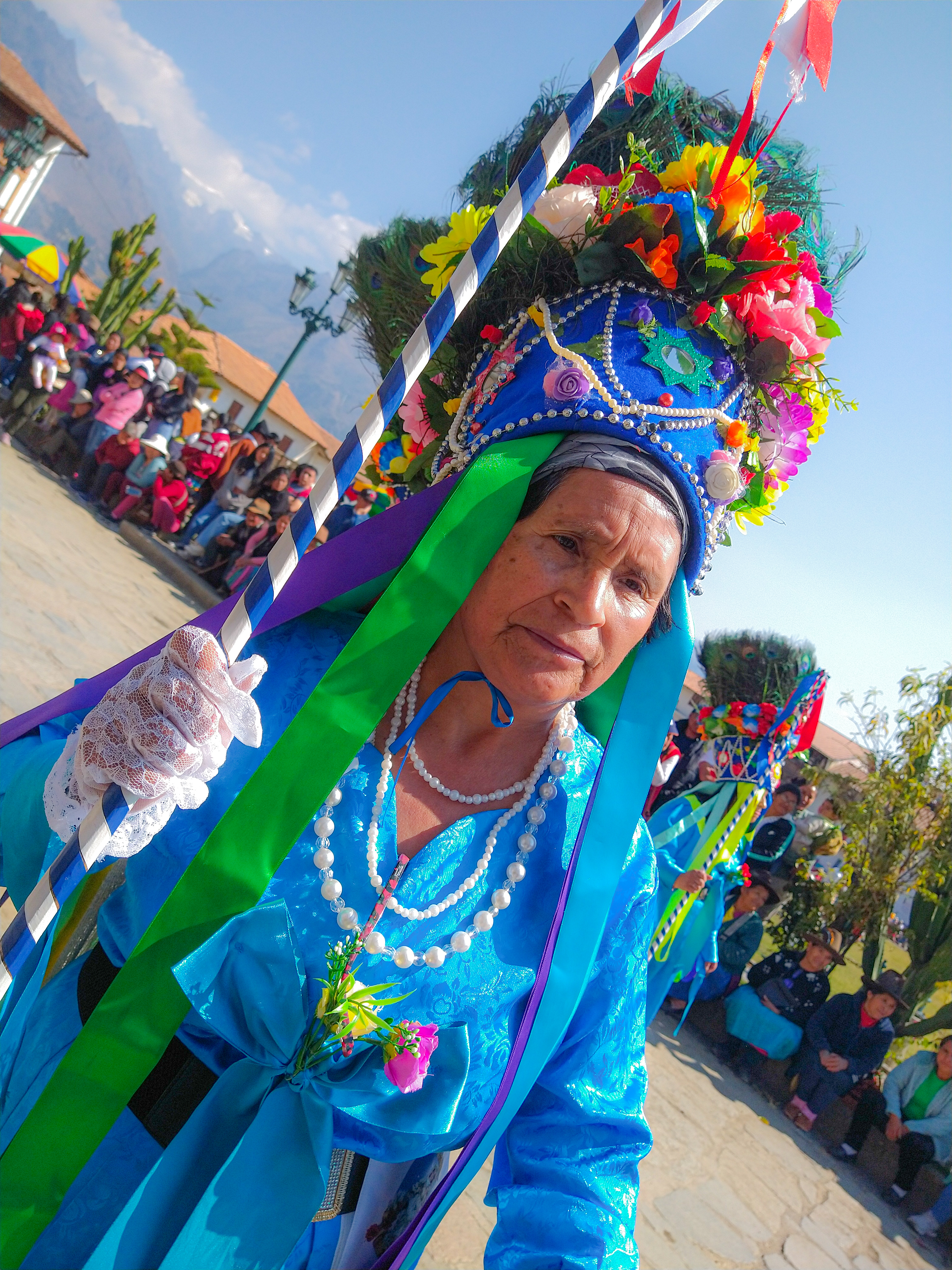
Atuendo ceremonial de una bailarina de anti runa, en Chacas, Perú.

La vestimenta no define la identidad de las personas quechua, una persona se puede reconocer como perteneciente a la comunidad sin llevar alguna de las ropas tradicionales. Varias de las personas quechua usan ropa de tipo occidental.
Ropa tradicional
Algunas mujeres indígenas usan un colorido atuendo tradicional y/o un bombín (sombrero)este ha sido usado por las mujeres quechuas y aymaras desde la década de 1920, cuando fue traído al país por los trabajadores ferroviarios británicos.
El chullo es un gorro de punto con orejeras.En la región de Ausangate, los chullos se adornan con cuentas blancas y grandes borlas llamadas t'ikas. Los hombres usan a veces un sombrero de fieltro sobre la parte superior del chullo adornado con centillo, bandas de sombrero finamente decoradas. El primer chullo que un niño recibe es tradicionalmente tricotado por su padre. Desde la antigüedad los hombres han usado pequeñas bolsas tejidas llamadas ch'uspa, usadas para llevar sus hojas de coca.
En una túnica o anacu se sobrepone una capa o lliclla, sujetada con un tupu, un alfiler de sujeción, de madera, hueso, cobre o, para las mujeres de mayor estatus, plata u oro. Los tupus estaban conectados con un cordón con colgantes de concha de Spondylus. En la pubertad, las jóvenes quechuas usan capas de enaguas y faldas; cuantas más enaguas y faldas llevara una mujer joven, más deseable sería como novia, por la supuesta riqueza de su familia (representada por el número de enaguas y faldas). Las mujeres casadas también usan múltiples capas de enaguas y faldas. 
Algunos hombres mayores llevan pantalones de bayeta hasta la rodilla, de lana tejida a mano. También se usa un cinturón tejido llamado chumpi que proporciona protección a la zona lumbar cuando se trabaja en el campo. La vestimenta fina de los hombres incluye un chaleco de lana, similar a un juyuna sin mangas usado por las mujeres. Los chalecos pueden estar ricamente decorados.
La mayoría de los hombres usan ponchos solo en ocasiones especiales como fiestas, reuniones de pueblos, bodas, etc. Una parte distintiva de la ropa de los hombres puede ser el poncho tejido a mano, generalmente de color rojo, decorado con diseños. Las localidades tienen diferentes diseños. En algunas comunidades como Huilloc, Patacancha y pueblos del valle de Lares, los ponchos se usan como vestimenta frecuente.